# Laughton, East Sussex
Laughton är en ort och civil parish i Storbritannien.   Den ligger i grevskapet East Sussex och riksdelen England, i den södra delen av landet, 70 km söder om huvudstaden London. Laughton ligger 18 meter över havet och antalet invånare är 585.
Terrängen runt Laughton är platt. Runt Laughton är det ganska tätbefolkat, med 172 invånare per kvadratkilometer. Närmaste större samhälle är Eastbourne, 17,8 km sydost om Laughton. Trakten runt Laughton består till största delen av jordbruksmark.